# Pathy Essengo
Pathy Nsele Essengo (11 gennaio 1978) è un ex calciatore della Repubblica Democratica del Congo, di ruolo attaccante.

## Carriera

### Nazionale
Ha debuttato in Nazionale il 26 gennaio 2002, in RD del Congo-Togo (0-0), subentrando a Jean-Paul Boeka-Lisasi al minuto 66. Ha partecipato, con la Nazionale, alla Coppa d'Africa 2002. Ha collezionato in totale, con la maglia della Nazionale, tre presenze.